# Ágila II

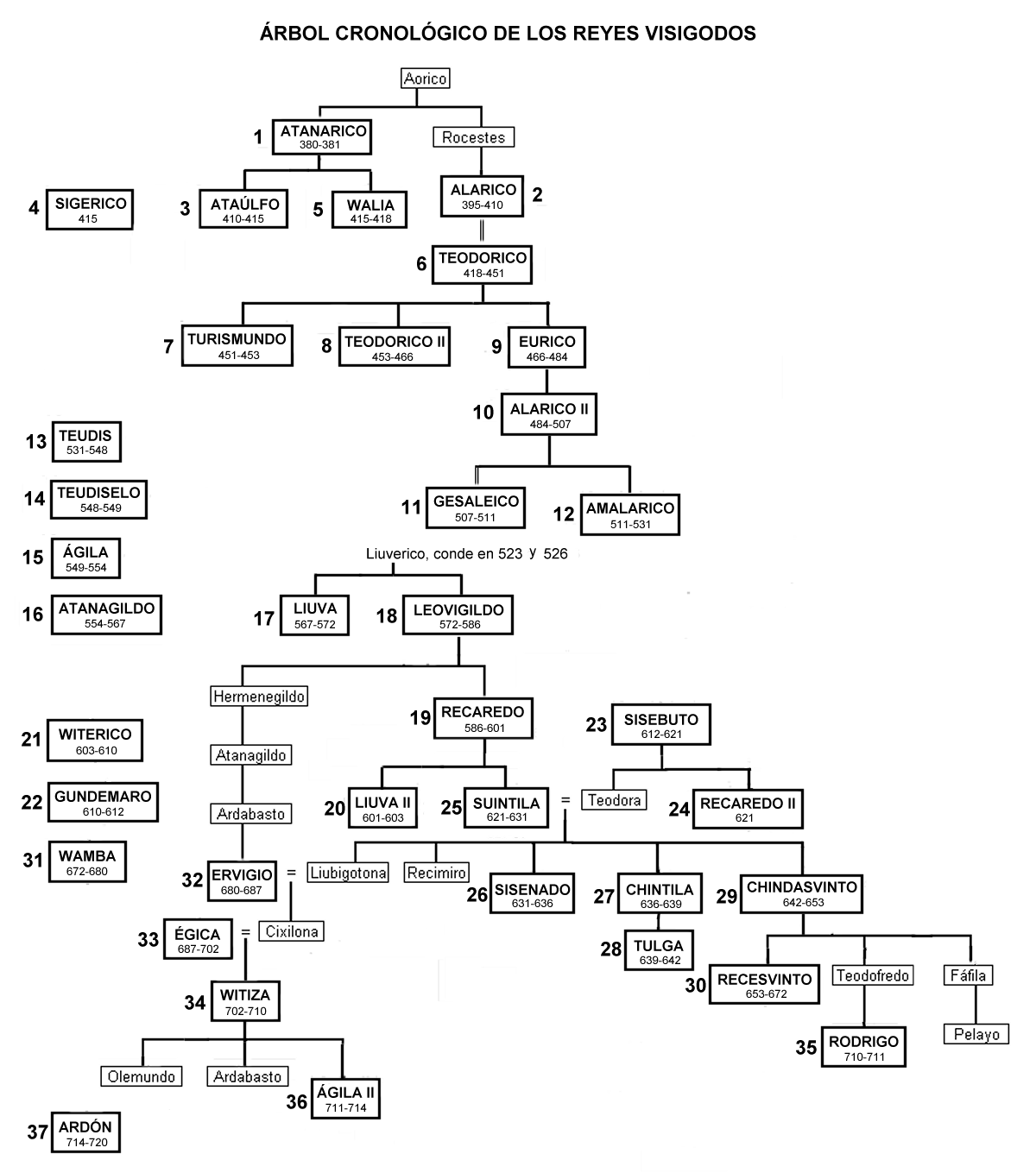
A árvore cronológica do Reinos Visigodos

Ágila II (ca. 681–716) foi rei dos Visigodos entre 710 e a sua morte. Poucas notícias se conservam do seu reinado, embora o testemunhem diversas moedas cunhadas nas casas da moeda de Narbona, Gerona e Tarragona.
Filho de Vitiza, foi associado ao trono por volta de 708, e nomeado monarca depois da morte deste em 710 na zona norte do reino, (as províncias romanas da Tarraconense e da Septimânia, enquanto que Rodrigo ocupava o sul e a capital Toledo. A luta entre os dois levou a que o seu tio Opas, bispo de Toledo, pedisse o auxílio dos muçulmanos do norte de África para combater Rodrigo, o que provocou a invasão de 711. Depois da morte de Rodrigo na batalha de Guadalete, foi provavelmente reconhecido rei em Toledo.
Possivelmente em 712 Ágila encontrou-se com Tárique, o qual o enviou para falar com Muça ibne Noçáir, o qual, por sua vez, e não querendo arcar com quaisquer responsabilidades relativas às pretensões ao trono do visigodo, o remeteu ao Califa para que este tomasse a decisão final. Ágila deixou a Península Ibérica nesse mesmo ano e a nobreza vitizana ficou temporariamente sem liderança no terreno, embora a direcção possa ter sido assumida por familiares ou homens da confiança de Ágila.
Em 714 difindiu-se pela Hispânia a renúncia de Ágila ao trono, e os nobres vitizanos da Tarraconense e da Septimânia elegeram um novo rei: Ardão. Ágila continuaria a governar uma zona reduzida no norte da Península até à sua morte em 716.